# Samira Malekipour
Samira Malekipour (en persan : سمیرا ملکی‌پور) est une karatéka et entraîneuse de karaté iranienne exilée au Canada.

## Biographie
Dans la catégorie des moins de 68 kg, elle est médaillée de bronze aux Jeux asiatiques de 2010 à Canton. Elle remporte la médaille de bronze en kumite par équipes aux Championnats d'Asie de karaté 2011 à Quanzhou ainsi qu'aux Championnats d'Asie de karaté 2012 à Tachkent.
Une blessure au genou met un terme à sa carrière sportive ; elle se tourne alors vers le poste d'entraîneur et devient entraîneuse de l'équipe nationale féminine de karaté. C'est alors qu'elle rencontre le karatéka Hamoon Derafshipour, qu'elle épouse par la suite. Le couple ouvre une académie de karaté en Iran en 2017. En octobre 2019, le couple quitte l'Iran pour s'installer au Canada ; elle ne pouvait pas exercer sa fonction pour son mari dans leur pays d'origine en raison des lois en vigueur,. Elle peut alors entraîner son mari qui fait partie de l'équipe olympique des réfugiés aux Jeux olympiques d'été de 2020.